# Cernookovo, Dobrici
Cernookovo (în bulgară Чернооково, în română Cernaoco) este un sat în comuna Gheneral-Toșevo, regiunea Dobrici, Dobrogea de Sud, Bulgaria. 
Între anii 1913-1940 a făcut parte din plasa Casim a județului Caliacra, România.
Vasile Stroescu în lucrarea Dobrogea nouă pe căile străbunilor nota: Spre apus de satul Rogozina, cam la 5 km. se vede un alt sat. Pe drum întâlnesc un sătean cu pește într-un coș. La întrebarea mea, îmi spuse că este pește și se cheamă „caraghioz", sunt scrumbii de Dunăre ce au trecut în mare. În adevăr sunt mult mai mari și n-au culoarea aceea albăstrie a scrumbiilor. Tot săteanul îmi spuse că pe vremuri era un turc pescar, ce aducea pește, mai ales scrumbii de acestea „caraghioz" și satului cu timpul i-a zis „Caraghiozcuius". Am intrat în sat. Aici am aflat și o altă versiune că acum 300 de ani a venit un turc, care a întemeiat satul. El avea ochi negri, vioi, încât atrăgea atențiunea tuturor. De la ochii întemeietorului s-a dat numele și satului Caraghioz cuius, Cernooco-ochi negri. E situat pe valea ce merge spre Rogozina-Spasovo. Împrejur sunt 4 movile fără nume. Se învecinează la răsărit cu satul Rogozina, la apus cu Pisarovo, la miazănoapte cu tarlalele de la Ciufutcuius și Predel, iar la miazăzi cu Preselenți.

## Demografie
Componența etnică a satului Cernookovo
     Bulgari (71,48%)
     Romi (14,8%)
     Nicio identificare (12,63%)
     Altele (1,08%)
La recensământul din 2011, populația satului Cernookovo era de 277 locuitori. Din punct de vedere etnic, majoritatea locuitorilor (71,48%) erau bulgari, cu o minoritate de romi (14,8%). Pentru 12,63% din locuitori nu este cunoscută apartenența etnică.